# Nephelomyias ochraceiventris
Nephelomyias ochraceiventris là một loài chim trong họ Tyrannidae.